# Cristhian Mosquera
Cristhian Andrey Mosquera Ibargüen (* 27. Juni 2004 in Alicante) ist ein spanisch-kolumbianischer Fußballspieler.

## Karriere

### Verein
Nachdem er in der Jugend erst beim SCD Carolinas und anschließend dem Hércules CF gespielt hatte, ging er später in die U-Mannschaften des FC Valencia über und machte dort im Sommer 2022 nach der U19 den Sprung in die B-Mannschaft. Schon zuvor debütierte er, nach einem ersten Einsatz im Pokal, auch in LaLiga für die erste Mannschaft. Am 19. Januar 2022, bei einem 1:1 gegen den FC Sevilla, stand er in der Startelf und wurde zur zweiten Halbzeit für Toni Lato ausgewechselt. Nach weiteren Einsätzen in den folgenden Jahren gehört er seit der Saison 2023/24 zur Stammbesetzung seiner Mannschaft.
Im Juli 2025 wechselte er zum FC Arsenal.

### Nationalmannschaft
Nach mehreren Freundschaftsspieleinsätzen mit der U15, der U16 sowie der U18 folgten mit der U19 noch ein paar Qualifikationsspieleinsätze. Im März 2024 debütierte er dann auch für die U21-Nationalmannschaft.
Als P-Akkreditierter wurde er als Standby-Spieler für den Olympiakader beim Turnier der Spiele in Paris im Jahr 2024 nominiert. Dies wurde dann auch in eine richtige Nominierung später umgewandelt, womit er bei der 1:2-Niederlage in der Gruppenphase gegen Ägypten zu einem Startelfeinsatz kam. Am Ende gewann er mit seiner Mannschaft die Goldmedaille.